# Pintu Sona
Pintu Sona is een bestuurslaag in het regentschap Samosir van de provincie Noord-Sumatra, Indonesië. Pintu Sona telt 1638 inwoners (volkstelling 2010).